# لا هری
لا هری (به فرانسوی: La Hérie) یک کمون (فرانسه) در فرانسه است که در ان (ا-دو-فرانس) واقع شده‌است. لا هری ۴٫۲۲ کیلومتر مربع مساحت دارد ۱۹۵ متر بالاتر از سطح دریا واقع شده‌است.